# Narodowy radykalizm

Falanga – symbol narodowych radykałów

Narodowy radykalizm – radykalny odłam polskiego nacjonalizmu, który wyodrębnił się w latach 30. XX wieku. Klasyfikowany zwykle jako część skrajnej prawicy, ruch faszystowski. Nazwa Narodowego Radykalizmu popularnie skracana jest do NR lub NaRa. Środowiska związane z ruchem narodowo-radykalnym używają symbolu Ręki z Mieczem (tzw. dziś potocznie falangi).

## Historia
Polskie ugrupowania narodowo-radykalne wywodzą się z obozu Narodowej Demokracji (endecji). Jako osobny nurt polityczny powstały w wyniku rozłamu, którego przyczyną był konflikt pokoleń w ramach Stronnictwa Narodowego. Tadeusz Bielecki opisywał odrębność pokoleniową „młodych” narodowców następująco: „Kiedy wracaliśmy z wojny 1918-1920 r. na ławy uniwersyteckie, odczuwaliśmy [...] głód duchowy. Liberalizm, pacyfizm, humanitaryzm [...] i inne wytwory ubiegłego stulecia już nam nie wystarczały”. Tadeusz Gluziński już wiosną 1921 r. w artykule na łamach „Gazety Warszawskiej” krytykował demokrację liberalną. Odrzucał on zarówno liberalizm jak marksizm, twierdząc, że twórcami obu tych systemów politycznych byli Żydzi, i że „wyrastają z ducha żydowskiego”. Idee te podjęły środowiska młodych endeków, zwłaszcza grupa skupiona wokół pisma „Akademik”. Wyrazem odrębności idei politycznych głoszonych przez „młodych” było sformułowanie w 1932 r. „Wytycznych programowych” Oddziału Akademickiego Obozu Wielkiej Polski. Podłożem rozłamu w obozie narodowym była frustracja wywołana brakiem reakcji kierownictwa ruchu na rozwiązanie OWP. Jak pisał Włodzimierz Sznarbachowski: „Obóz Narodowo-Radykalny powstał jako bunt przeciw „ramolom”. Młodzi ludzie [...] tęsknili do silnego, charyzmatycznego przywódcy [...]. Na pewno takiej charyzmy nie miał Dmowski [...]”. Na rozłam i oddzielnie się narodowego radykalizmu wpływ miały także fascynacje młodych działaczem hileryzmem i niezgoda Romana Dmowskiego na utworzenie ugrupowania o charakterze faszystowskim.
14 kwietnia 1934 r. utworzono Obóz Narodowo-Radykalny, grupujący działaczy takich jak Jan Mosdorf, Henryk Rossman, Bolesław Piasecki czy Tadeusz Gluziński. Uznawali oni potrzebę radykalizacji programu Narodowej Demokracji. Powstanie Obozu nie spotkało się z aprobatą przywódcy endecji Romana Dmowskiego, który uważał, że rozłam osłabia ruch narodowy, a jego działacze pozbawieni są doświadczenia politycznego i wysuwają nierealne postulaty.
Narodowi radykałowie stosowali zasady działania i organizacji analogiczne do hiszpańskiej Falangi i zwolenników Mussoliniego we Włoszech.

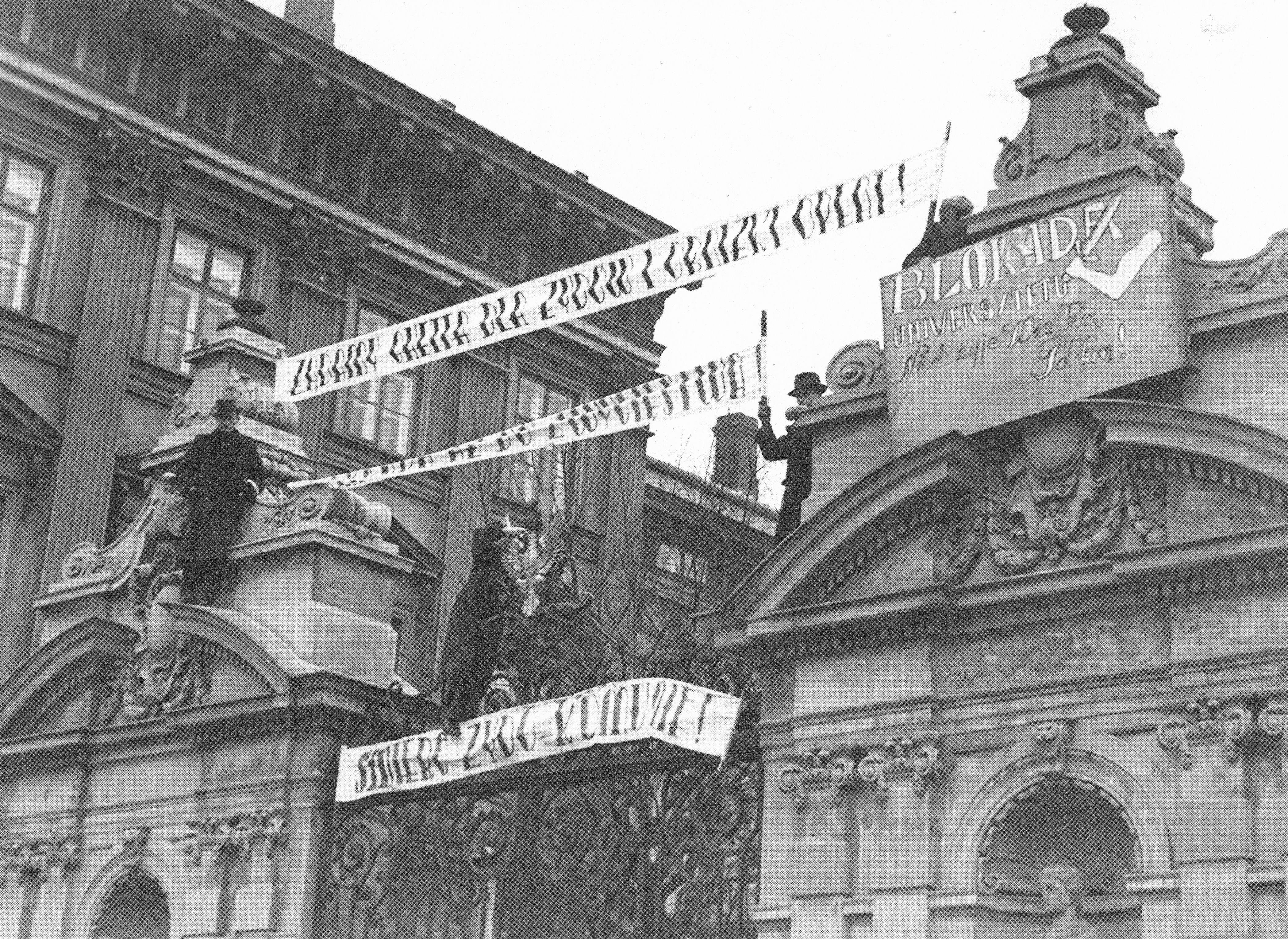
Pikieta studentów-narodowych radykałów z antyżydowskimi transparentami (m.in. Żądamy ghetta dla Żydów i obniżki opłat oraz Śmierć żydo-komunie) na Bramie Głównej Uniwersytetu Warszawskiego (1936)

Działacze ruchów narodowo-radykalnych prowadzili akcje społeczne i edukacyjne propagujące idee narodowe, wydawali gazety i publikacje, organizowali bojówki zwalczające przemocą przeciwników politycznych – głównie lewicę i przedstawicieli mniejszości żydowskiej. Organizowali zamachy na żydowskie banki i sklepy. Na Pomorzu bojówki NR ścierały się z niemieckimi aktywistami z V kolumny. Zwolennicy NR na uniwersytetach walczyli o wprowadzenie numerus clausus i getta ławkowego dla studentów żydowskich, akcje te miały zwiększyć szanse edukacyjne etnicznie polskiej młodzieży wiejskiej. W listopadzie 1936 zorganizowali blokadę Uniwersytetu Warszawskiego. 
Zdarzały się nawet działania prohitlerowskie. W piśmie „Sztafeta” chwalono się: „Przed kilku dniami nasi sympatycy porozlepiali w mieście w dużej ilości afisz propagandowy: Hitler – Endek dwa bratanki. Chociaż akcja ta jest samorzutna, i pochodzi nie bezpośrednio ze źródeł organizacyjnych, dziękujemy, bo jest dobrą robotą propagandową”. W Łodzi ONR-owcy zorganizowali konferencję z członkami Narodowo-Socjalistycznej Partii Robotniczej i Partii Narodowych Socjalistów ws. ewentualnego połączenia. Poza tym akces do Obozu Narodowo-Radykalnego zgłosili narodowi socjaliści z Górnego Śląska i partia NSPR po delegalizacji. Narodowi socjaliści, będąc już członkami ONR, usiłowali tworzyć własne bojówki.
Wewnątrz Obozu Narodowo-Radykalnego istniała tajna struktura zwana „Organizacją Polską”, która kontynuowała działalność również w późniejszych latach, gdy ONR był już formalnie zdelegalizowany, w tym w trakcie okupacji niemieckiej. W Atlasie polskiego podziemia niepodległościowego 1944–1956 (pod red. Sławomira Poleszaka, Rafała Wnuka, Agnieszki Jaczyńskiej, Magdaleny Śladeckiej) pisano o jej rasistowskim charakterze: „Członkami organizacji mogli zostać Polacy, którzy potrafili udowodnić swą czystość rasową do czwartego pokolenia wstecz. Ponieważ przywódcy ruchu narodowo-radykalnego definiowali polskość na wskroś etnicznie, mogła być ona dziedziczona jedynie przez krew, co wykluczało asymilację grup uznanych za etnicznie niepolskie. Szczególnie negatywnie oceniano Żydów – tak ze względów kulturalno-religijnych, jak i z powodu miejsca na rynku pracy (...)”.
ONR 10 czerwca 1934 r. został zdelegalizowany, wielu jego działaczy zostało aresztowanych i bez sądu osadzonych w obozie w Berezie Kartuskiej. Wiosną 1935 r. w konspiracyjnym ruchu narodowo-radykalnym doszło do rozłamu na tzw. Obóz Narodowo-Radykalny ABC (Henryk Rossman) i Ruch Narodowo-Radykalny Falanga,
znany bardziej jako ONR Falanga czy Falanga (Bolesław Piasecki). Poza tym byli oenerowcy i zwolennicy narodowego socjalizmu utworzyli Narodowo-Społeczną Partię Radykalną. Grupa w chwili największej popularności liczyła około 100 osób. Rozpadła się wskutek rozłamu wewnętrznego.
Mniejszą grupą był Związek Ruchu Narodowego, który wykrystalizował się jesienią 1934 r. Jego ideologią był „polski socjalizm narodowy”. Zgodnie z założeniami ZRN w Polsce miała panować „czysta krew słowiańska i aryjska”. Ponadto zakładano zdobycie pozaeuropejskich terytoriów „zdatnych do osadnictwa rasy białej”. Państwo miało mieć ustrój totalitarny. Duży wpływ na doktrynę ZRN miał nazizm, który zachwalano w partyjnej propagandzie. Latem 1936 r. ZRN połączył się z Partią Narodowych Socjalistów. Przez krótki czas działało także Stronnictwo Wielkiej Polski. Formacja inspirowała się nazizmem i faszyzmem włoski, postulowała sojusz z III Rzeszą i utworzenie „bloku aryjskiego”. W programie SWP żywy był rasizm, do grupy mogli dołączać wyłącznie „Aryjczycy”. Odrzucano możliwość asymilacji Żydów. Zamiast tego proponowano, żeby ich wywłaszczyć, zamknąć w obozach koncentracyjnych i zmusić do wyjazdu. Działacze próbowali łączyć rasizm z chrześcijaństwem, głosząc tzw. aryjskie chrześcijaństwo. Działacze SWP w maju 1934 r. połączyli się z ONR, lecz potem odeszli z tej organizacji. W 1936 r. były członek SWP i ideolog tej formacji, Stanisław Nycz, założył miesięcznik „Gród i Wieś”, gdzie Hitlera postrzegano jako „pierwszego męża stanu, który dał Niemcom myśl własną”, a jego „przeciwżydowską akcję” stawiano za wzór. Program redakcji był bliski faszyzmowi.
Były członek ONR, Maksymilian Jasiński, był jednym z liderów ugrupowania Narodowy Front Chłopsko-Robotniczy. Formacja określała Adolfa Hitlera mianem „genjusza” (równie pochlebnie wypowiadano się o NSDAP), postulowała utworzenie totalitarnego i jednopartyjnego państwa, wzorowanego na III Rzeszy, a także głosiła hasła antysemickie i antykapitalistyczne.
Faszystowski Radykalny Ruch Uzdrowienia Józefa Kowala-Lipińskiego posługiwał się także nazwą „Narodowo-Radykalny Ruch Uzdrowienia”. Program ugrupowania wyłożono wyłożono w broszurze pt. Ideologia, program i światopogląd Narodowo-Radykalnego Ruchu Uzdrowienia. RRU/NRRU postulował utworzenie państwa monopartyjnego o ustroju zbliżonym do totalitarnego i wznosił hasła antysemickie. W stosunku do nieżydowskich mniejszości zakładano asymilację.

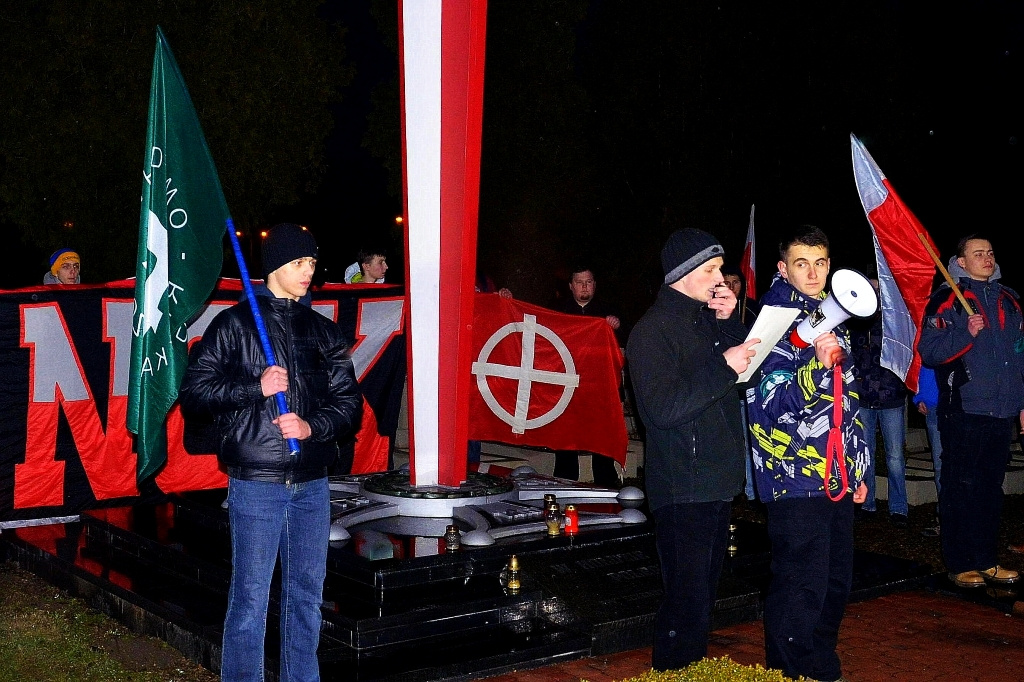
Działacze odrodzonego ONR i innych organizacji nacjonalistycznych w 2013 roku

W czasie okupacji niemieckiej ONR Falanga pod przywództwem Bolesława Piaseckiego zachowywał lojalność wobec istniejących instytucji Polskiego Państwa Podziemnego i uznawał rząd RP na uchodźstwie. Jego zakonspirowana organizacja wojskowa – Konfederacja Narodu – już w listopadzie 1941 r. podporządkowała się akcji scaleniowej ze Związkiem Walki Zbrojnej (poprzednikiem Armii Krajowej), co ostatecznie doprowadziło do całkowitego wchłonięcia KN przez AK jesienią 1943 r. ONR ABC był pod tym względem bardziej radykalny, chociaż podobnie jak ONR Falanga miał program totalitarny, wykluczający z życia publicznego nie tylko inne grupy etniczne i wyznaniowe, ale również polityczne. Ta część obozu narodowego miała ambicje tworzyć struktury polityczne i wojskowe całkowicie niezależne od Delegatury Rządu na Kraj i ZWZ-AK. Było to następstwem przyjętej przez członków ONR ABC strategii, zakładającej przeprowadzenie narodowo-radykalnej rewolucji, w wyniku której miało powstać „Katolickie Państwo Narodu Polskiego” rządzone przez nacjonalistyczną monopartię. Zbrojnym ramieniem ONR ABC był początkowo Związek Jaszczurczy, włączony później w skład Narodowych Sił Zbrojnych. Po zawarciu w marcu 1944 r. umowy o scaleniu NSZ z AK, w NSZ nastąpił rozłam. W maju 1944 r. narodowcy wywodzący się z ZJ podjęli samodzielną działalność pod nazwą NSZ-ZJ. Odosobniona grupa z Andrzejem Świetlickim na czele (Narodowa Organizacja Radykalna) w październiku 1939 r. podjęła próbę kolaboracji z hitlerowcami na płaszczyźnie ideologicznej; współpraca została jednak zerwana przez Niemców, którzy wiosną 1940 r. ostatecznie aresztowali przywódców NOR. Świetlicki jeszcze wcześniej usiłował utworzyć partię o profilu narodowo-socjalistycznym na wzór NSDAP. Kolaboracji z Niemcami na płaszczyźnie wojskowej dopuściła się z kolei w schyłkowym okresie wojny tzw. Brygada Świętokrzyska – oddział zbrojny NSZ-ZJ, działający w okresie od sierpnia 1944 r. do sierpnia 1945 r.; była to jedyna polska jednostka, która zanotowała powszechnie znany i potwierdzony fakt kolaboracji z III Rzeszą podczas II wojny światowej. W czasie wojny wielu z przedwojennych działaczy ONR, takich jak Jan Mosdorf, Stanisław Piasecki czy Paweł Musioł, zginęło z rąk hitlerowców. Po II wojnie światowej niektórzy działacze ONR działali w Stowarzyszeniu „Pax”, próbując łączyć katolicyzm i nacjonalizm z przychylnością wobec władz komunistycznych. 
Po roku 1989 do idei radykalnego nacjonalizmu nawiązują organizacje takie jak Narodowe Odrodzenie Polski, Obóz Narodowo-Radykalny (tzw. neo-ONR) i Falanga Bartosza Bekiera. W 2017 roku ogłoszono deklarację ideową narodowo-radykalnego ruchu Szturmowców, do którego należeli również narodowi socjaliści oraz narodowi bolszewicy. Grupa głosiła etnonacjonalizm, antykapitalizm i inspirowała się ideologią NSDAP. Rozwiązała się w 2019 roku po serii działań ze strony Agencji Bezpieczeństwa Wewnętrznego. Organem formacji był miesięcznik „Szturm”, gdzie publikowano teksty m.in. volkistów, strasserystów, neopogan czy zadrużan. Na arenie międzynarodowej Szturmowcy współpracowali z batalionem „Azow”, środowiskami banderowskimi, włoskimi neofaszystami i neonazistami z kilku europejskich krajów. W 2023 Wojciech Olszański (znany też jako Aleksander Jabłonowski) zarejestrował partię polityczną Rodacy Kamraci. Olszański odwołuje się do dorobku narodowo-radykalnego Związku Jaszczurzego, z którym się utożsamia i do Bolesława Piaseckiego.

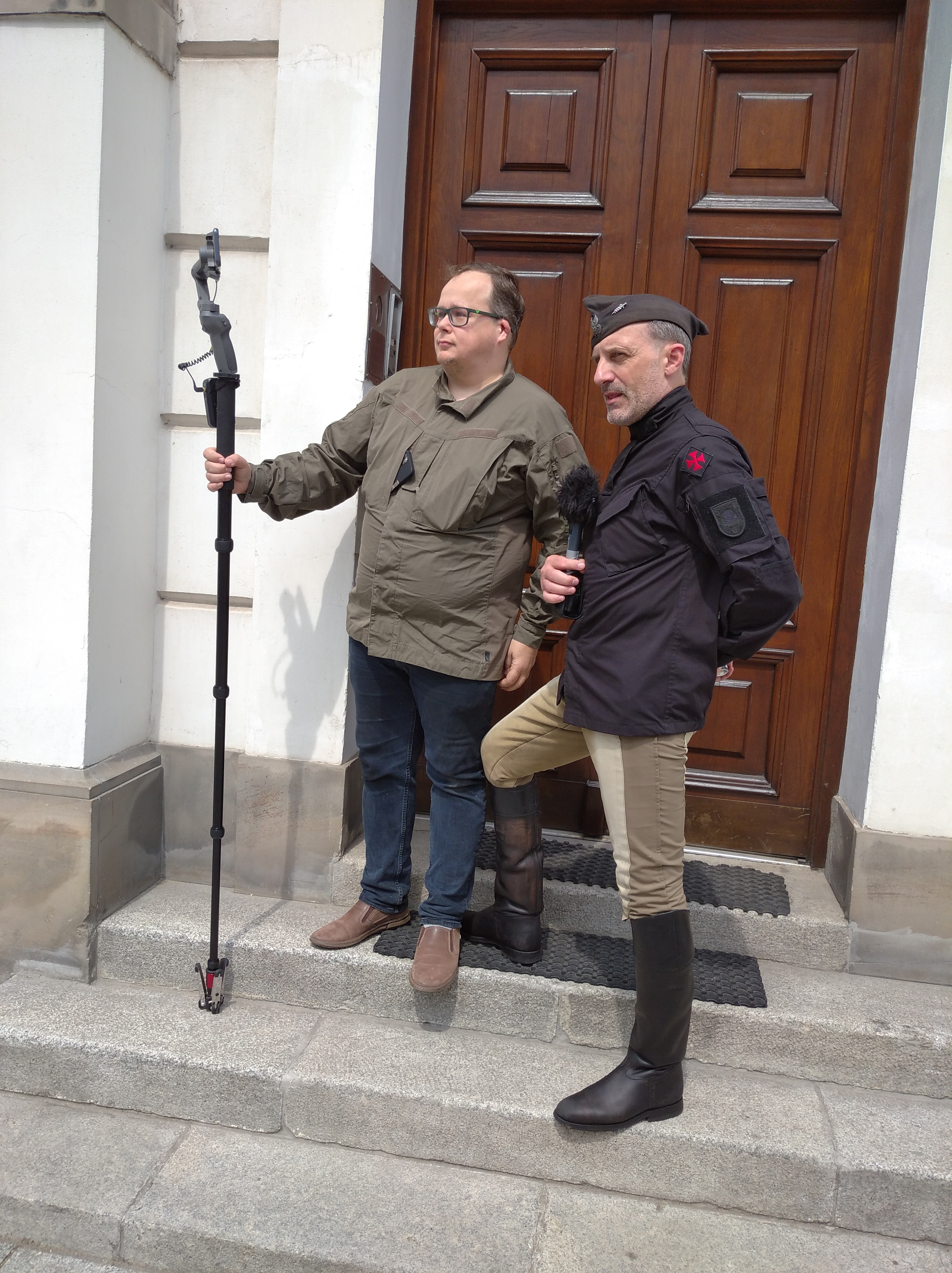
Marcin Osadowski i Wojciech Olszański z ruchu Rodacy Kamraci

W 2019 Komitet ds. Likwidacji Dyskryminacji Rasowej ONZ (CERD) przedstawił rekomendacje dla RP w zakresie realizacji postanowień Międzynarodowej Konwencji z 1966 roku w sprawie likwidacji wszelkich form dyskryminacji rasowej. Zażądał wówczas, by Polska zapewniła skuteczne wdrożenie prawa delegalizującego organizacje promujące lub nawołujące do dyskryminacji rasowej, w tym ONR i Falangi.

## Idea
Fundamentem ideologii narodowo-radykalnej był nacjonalizm wyniesiony ze szkoły Romana Dmowskiego. Jarosław Tomasiewicz zauważa: „Narodowi radykałowie byli wyraźnie zafascynowani włoskim faszyzmem i niemieckim nazizmem oraz innymi pokrewnymi ruchami, spoglądając na nie z zazdrosnym podziwem”. Krystyna Rogaczewska dostrzega w nim „oczywiste związki z narodowym socjalizmem”. Według narodowego radykalizmu naród jest najwyższą formą uspołecznienia i najważniejszą zbiorowością dla jednostki, a interes narodu zostaje wyniesiony ponad inne korzyści (np. osobiste, rodzinne, klasowe, regionalne, międzynarodowe). W porównaniu z ideologią pokolenia „starych” endeków narodowy radykalizm uległ pełnej katolicyzacji. Jeden z publicystów pisał: „Zasadniczą różnicą między nacjonalizmem narodowo-demokratycznym i nacjonalizmem Ruchu Młodych polega na tym, że pierwszy był zorientowany na świat ateistyczny, drugi zaś związał się nauką katolicką”. „Zasady programu narodowo-radykalnego” głosiły: „Bóg jest najwyższym celem człowieka”. Tadeusz Gluziński rozwijał to pisząc: „Kto głosi, że Polska ma być krajem katolickim /.../ ten musi się zgodzić zarówno na regulowanie życia publicznego zasadami etyki katolickiej jak i na konsekwencje prawne tych zasad”. Katolicyzm prowadził do zredefiniowania narodu w duchu idealistycznym. Naród miał się opierać na „związku duchowym, jedności psychicznej” – „powszechnej i wspólnej u wszystkich członków danego narodu świadomości swej narodowości”, wynikającej z historycznej jedności losów. W tym ujęciu czynniki takie jak język, terytorium czy rasa stawały się drugorzędne – co za tym idzie, narodowy radykalizm pozostawał w zasadzie wolny od biologicznego rasizmu. Katolicyzm modyfikował też stosunek narodowego radykalizmu do innych narodów: miejsce egoizmu narodowego charakterystycznego dla „starych” zajmował „polinacjonalizm”, starający się znaleźć miejsce narodów w ramach katolickiego uniwersalizmu. Uznawano „konieczność jednego Kościoła, stojącego ponad narodami”, odrzucano imperializm rozumiany jako podbój militarny. Słowiańskie mniejszości narodowe planowano włączyć do polskiej wspólnoty narodowej zgadzając się na kultywowanie przez nie swego języka i obyczajów, natomiast Żydom odmawiano praw obywatelskich planując ich wywłaszczenie i deportację. Jan Korolec pisał: „Rozwiązanie może być tylko jedno: całkowite usunięcie żydów z Polski”.

### ONR ABC
O ile podstawowe zasady narodowego radykalizmu były wspólne dla całego nurtu, to dwa jego odłamy – ONR ABC i RNR Falanga – wypracowały odmienne programy ustrojowe. Obie organizacje miały wspólny cel, jakim było wprowadzenie totalitarnego systemu politycznego w Polsce. Różnice tkwiły głównie w sposobie organizacji władzy i pewnych różnicach taktycznych. Falanga otwarcie opowiadała się za totalitaryzmem i przeciwko demokracji. ONR ABC, choć mniej eksplikacyjnie, również dążył do podporządkowania życia publicznego ideologii nacjonalistycznej, wykluczając inne grupy etniczne, wyznaniowe i polityczne. Model zarządzania ONR ABC opierał się na tajnej, wielostopniowej strukturze kierowniczej, zwanej Organizacją Wewnętrzną, która miała charakter mafijny. ONR ABC preferował zarządzanie państwem za pośrednictwem tej tajnej struktury. Ustrój państwa miał się opierać na hierarchii, której najwyższym szczeblem byłby Senat Narodu Polskiego, składający się z członków dożywotnich, a uzupełnianych drogą kooptacji. Planowano jednak „wciągnięcie do życia politycznego najszerszych warstw narodu” poprzez system autonomicznych korporacji społecznych. Spójność temu oligarchicznemu autorytaryzmowi zapewniać miała „monoidea” (monopolistyczna ideologia państwowa) katolicyzmu. Pod względem społeczno-gospodarczym ONR ABC szukał alternatywy zarówno wobec kapitalizmu, jak i socjalizmu. Życie gospodarcze oparte miało być na inicjatywie prywatnej, której zagrażać miał zarówno przymus państwowy jak nieuczciwa konkurencja „wielkokapitalistycznych” karteli. Jan Korolec pisał: „Podmiotem gospodarującym będzie /.../ jednostka. Wolność jednostki musi być zabezpieczona nie tylko od zbiorowości, ale i od innych jednostek. Dlatego ustrój gospodarczy winien być tak zbudowany, by było w nim jak najmniej najemników, a jak najwięcej osób samodzielnie pracujących”. By ten cel osiągnąć państwo miało prowadzić aktywną politykę gospodarczą sprzyjającą upowszechnieniu własności (nacjonalizacja banków umożliwiająca kredytowanie polskiej przedsiębiorczości, wywłaszczenie obcego kapitału, likwidacja karteli, reforma rolna, akcjonariat pracowniczy).
ONR ABC był bardziej skrajny w swoim podejściu do wykluczania innych grup etnicznych, wyznaniowych i politycznych z życia publicznego i dlatego jest uważany za bardziej radykalną frakcję ONR niż Falanga. Najbardziej niebezpiecznymi i wrogimi grupami, zgodnie z przekonaniami ONR ABC, uznawano Niemców, Ukraińców oraz Żydów. Nie przewidywano dla nich żadnych praw w przyszłym państwie; planowano ich ustawowe wysiedlenie poza granice kraju, a jednostki znane z działań szkodzących narodowi polskiemu miały zostać fizycznie zlikwidowane. Program organizacji przewidywał uczynienie obywatelami niższej kategorii i pozbawienie części praw także tych, którzy nie byli w pełni „polscy”. Kierownicze stanowiska w państwie miały być zarezerwowane wyłącznie dla członków Organizacji Wewnętrznej, którymi mogli zostać jedynie etniczni Polacy, zdolni udowodnić swoje czysto polskie, w sensie rasowym, pochodzenie sięgające aż czterech pokoleń wstecz. To oni mieli podejmować decyzje dotyczące selekcji osób na wyższe stanowiska oraz tworzenia elitarnej hierarchii.
ONR ABC był obecny na uniwersytetach, gdzie postulował zasadę numerus nullus. W jednym z rozkazów organizacyjnych Wydziału Wykonawczego organizacji zapisano: „W wykonaniu numerus nullus poleca się wszystkim członkom ONR, gdyby kto spotkał Żyda na uczelni, pobić go i wyrzucić z terenu uczelni. Jeśliby okazała się przeważająca siła Żydów lub woźnych, którzy by stawali w obronie Żydów, należy zaalarmować innych kolegów do pomocy. Rozkaz niniejszy bezwzględnie musi być wykonany. Numerus nullus musi być zrealizowane tak, jak rok temu zrealizowane zostało getto”. Na Uniwersytecie Warszawskim protestowano przeciwko kandydaturze ks. prof. Edmunda Burschego na rektora, ponieważ ten był luteraninem. Rektorem, zdaniem oenerowców, mógł być tylko katolik.

### RNR Falanga

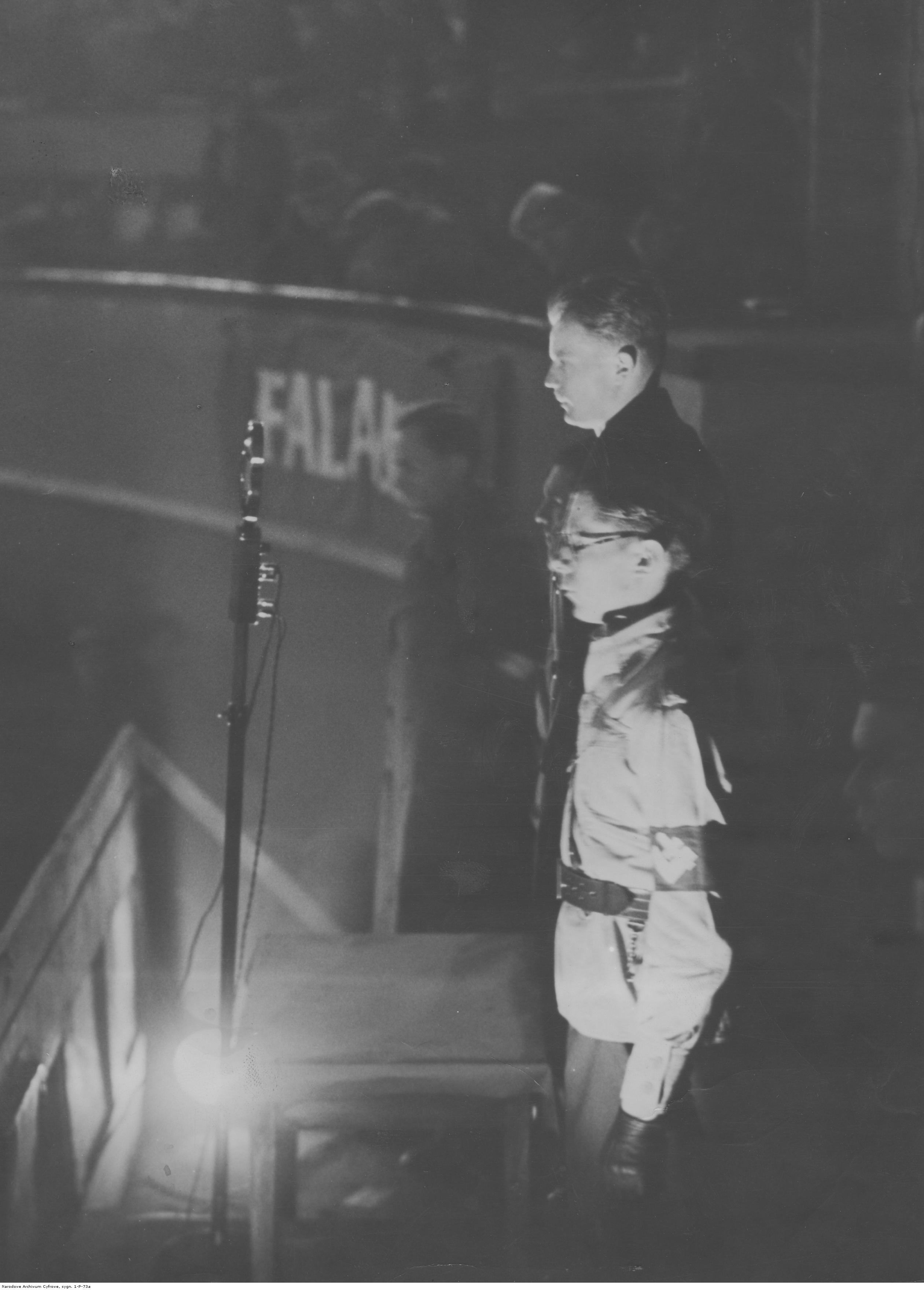
Przemówienie Bolesława Piaseckiego, ówczesnego przywódcy Ruchu Narodowo-Radykalnego Falanga, wygłoszone 11 listopada 1937

Program RNR Falanga, choć również ekstremistyczny i totalitarny, był uważany za mniej radykalny w porównaniu z ONR ABC. W zakresie ustroju politycznego otwarcie przyznawano się do totalizmu, który opierać miał się na trzech zasadach: „skupienia władzy w państwie nad wszystkim, co ma doniosłość dla życia narodu, upowszechnionego wykonywania władzy i organicznej hierarchii narodu”. W praktyce miało to przyjąć formę Organizacji Politycznej Narodu: hierarchicznej, scentralizowanej, kierowanej jednoosobowo przez wodza (Kierownika Głównego). Głoszono: „Kierownik Organizacji (Politycznej Narodu) najwyższą władzą Narodu i Państwa”. OPN posiadałaby monopol działalności politycznej i byłaby zrośnięta z aparatem państwowym: „Kierownictwu organizacji politycznej narodu podlegałoby kierownictwo administracji państwowej”. Pod względem gospodarczym akcentowano konieczność nacjonalizacji banków, bogactw naturalnych, wielkiego i średniego przemysłu oraz handlu hurtowego, inicjatywę prywatną ograniczając do drobnej wytwórczości, usług, handlu detalicznego i rolnictwa. „Granice własności muszą być zawężone /.../, ograniczając się do przedmiotów bezpośrednio związanych z człowiekiem, np. mieszkanie, domek czy ogród, lub gospodarstwo włościańskie, koń, samochód, rower itp., natomiast duże fabryki, handel, a zwłaszcza banki muszą być upaństwowione”, pisał Marian Reutt. Falanga głosiła skrajny antysemityzm i otwarcie nawoływała do usunięcia Żydów z Polski oraz konfiskaty ich majątków. Przed usunięciem Żydów, mieli być oni pozbawieni wszelkich praw obywatelskich i całkowicie odizolowani od Polaków. W kwestii mniejszości słowiańskich (Ukraińcy, Białorusini) postulowano wymuszoną polonizację poprzez eliminację ich języka i kultury oraz walkę z jednostkami wrogimi państwowości polskiej.
RNR Falanga był przeciwny zarządzaniu państwem za pośrednictwem tajnych organizacji i preferował działanie w strukturach bardziej otwartych. Wewnątrz organizacji trwała dyskusja na temat systemu demokratycznego: część działaczy opowiadała się przeciw demokracji, inni natomiast uważali że systemem demokratycznym są ustroje faszystowskich Włoch i nazistowskich Niemiec.
Badacze polscy i zagraniczni wskazują na związki Falangi z ideologią faszystowską lub wprost określają ją mianem faszystowskiej. Zresztą sam Piasecki postrzegał swoją organizację właśnie jako faszystowską. Falangę wiąże się też z tzw. faszyzmem klerykalnym (klerofaszyzm). Antoni Dudek i Grzegorz Pytel dostrzegli w Falandze istnienie skrzydła pronazistowskiego. W prasie RNR podkreślano, że Falanga i niemieccy narodowi socjaliści podzielają te same wartości. Członkowie ruchu stawiali się też w jednym szeregu z innymi zagranicznymi faszystami, w tym z Narodową Partią Faszystowską, Brytyjską Unią Faszystów, Nasjonal Samling i Christus Rex.
Skrajny nurt nacjonalistyczny, związany z Falangą, reprezentował Zygmunt Cybichowski i jego zwolennicy. Od 1934 r. był on współpracownikiem Internationale Arbeitsgemeinschaft der Nationalisten, wyznającej paneuropejski nurt ideologii nazistowskiej. W tym samym roku brał udział zjeździe antysemickim w III Rzeszy. Cybichowski był zwolennikiem utworzenia jednopartyjnej „demokracji nacjonalistycznej”, legitymizował dyktatury faszystowskie i głosił poglądy rasistowskie.

## Oś polityczna
Klasyfikowany jest zwykle jako skrajna prawica. Przez badaczy zajmujących się XVIII i XIX wiekiem wiązany z faszyzmem. Kamil Kijek postrzega narodowy radykalizm jako „polską odmianę faszyzmu”. O istnieniu tej ideologii mają świadczyć komponenty narodowego radykalizm: skrajny modernizm, militaryzm, radykalny antysemityzm oraz chęć budowy nowego świata i odnowy narodu na drodze rewolucji poprzez przemoc. Kijek wyjaśnił: „Połączenie tych wszystkich elementów w działaniach »młodych« sprawiło, że w przeciwieństwie do »starych« należy ich uznać za środowisko jednoznacznie noszące cechy faszystowskie. Nawet jeśli tego rodzaju odmiana polskiego faszyzmu różniła się od odmian niemieckiej, włoskiej, rumuńskiej, węgierskiej i pozostałych europejskich (każda miała przecież swoje wyjątkowe elementy), nie powinno to przesłaniać wszystkich istotnych punktów stycznych między polską wersją a innymi jego odmianami”. Piotr Kendziorek określał narodowy radykalizm jako „swoisty katolicki faszyzm”. Jego zdaniem ten światopogląd był ukształtowany „na podobieństwo ruchu Mussoliniego we Włoszech czy Hitlera w Niemczech”. Był przez to radykalniejszy niż formacje autorytarne występujące w tym czasie np. w Austrii, Rumunii czy na Węgrzech. Jan Tomasz Gross określa narodowy radykalizmu jako „otwarcie faszystowski”. Węgierski historyk Iván T. Berend jako organizacje faszystowskie klasyfikował Obóz Narodowo-Radykalny i Falangę. Ten pierwszy miał według niego „prawdziwie nazistowski” program. Drugą organizację widział jako „relikt nazistowsko-faszystowski”. David G. Williamson scharakteryzował ONR jako grupę czerpiącą z nazizmu, podczas gdy Falangę jako „prawdopodobnie jedyną czysto faszystowską organizację o jakimkolwiek znaczeniu w Polsce”. Brytyjski historyk skrajnej prawicy Martin Blinkhorn definiował ONR jako organizację będącą pod wpływem narodowego socjalizmu, natomiast Falangę postrzegał jako faszystowską. Joseph Marcus uznał, że ONR wzorował się na faszyzmie włoskim, a Falanga przyjęła model niemieckiego narodowego socjalizmu, naśladując jego organizację i doktrynę rasową. Dla Pawła Stachowiaka wszystkie odłamy ONR-u nawiązywały do nazistowskich ideałów budowy państwa totalitarnego. Stanley G. Payne koncentrował się na samej Falandze. Organizacja była dla niego „próbą mariażu skrajnego faszyzmu (w tym przypadku pod silnym wpływem nazizmu) z polskim nacjonalizmem”. Zygmunt Wojciechowski uważał, że narodowi radykałowie czerpali z nazistowskiego programu gospodarczego. Robert Bideleux i Ian Jeffries zaliczają narodowych radykałów do grona „specyficznych” ruchów faszystowskich, takich jak Żelazna Gwardia i Strzałokrzyżowcy. Dla amerykańskiego historyka Petera Sugara narodowy radykalizm był jednym z „rodzimych faszyzmów” Europy Wschodniej. Andrzej Friszke porównał ONR do Organizacji Ukraińskich Nacjonalistów. Obie formacje były dla niego faszystowskie. Peter Stachura klasyfikował ONR i Falangę jako ruchy „quasi-faszystowskie”. Maciej Duda przedstawił narodowych radykałów, w tym ONR, ONR ABC i Falangę jako skrajnie prawicowe ruchy odwołujące się do faszyzmu. Michał Przeperski jest zdania, że członkowie ONR „wzorowali się na monopartiach faszystowskich, które przejęły władze we Włoszech i Niemczech”. RNR jest dla niego tworem jednoznacznie faszystowskim. Autorzy wydanego przez Instytut Pamięci Narodowej „Atlasu polskiego podziemia niepodległościowego 1944-1956” zauważyli, że narodowi radykałowie postulowali budowę państwa bliskiego modelowi faszystowskiemu, w którym panowałby system jednopartyjny. Wiesław Kozub-Ciembroniewicz również porównywał wizje roztaczane przez narodowych radykałów do tych faszystowskich. Zarzut faszyzmu był odrzucany przez część narodowych-radykałów przed wojną, jak i współcześnie. Sam Piasecki definiował swoją organizację Falangę właśnie jako faszystowską i totalitarną. 
Różnice między narodowym radykalizmem a faszyzmem i nazizmem:
Cechy charakterystyczne narodowego radykalizmu:
- uznanie Boga za najwyższą wartość[117], a dobro narodu za najwyższy cel doczesny jednostki
- oparcie światopoglądu na etyce katolickiej (przeradzający się w fundamentalizm religijny)
- traktowanie państwa jedynie jako formy organizacyjnej narodu
- uznawanie równości wszystkich jednostek wobec obowiązku służby dla narodu
- postulat należenia władzy w państwie do całego narodu a nie wybranej jednostki / grupy osób

Cechy charakterystyczne dla faszyzmu włoskiego:
- statolatria tj. pojmowanie państwa jak absolutu, państwo jako cel sam w sobie („wszystko w państwie, nic poza państwem, nic przeciwko państwu”)[118][119]
- stawiania na szczycie hierarchii narodowej, jednostki – wodza[120]
- totalizm, czyli obejmowanie przez państwo wszystkich dziedzin życia[119]
- pojmowanie życia jako walki i płynący stąd postulat ciągłego rozwoju „ducha faszystowskiego”

Cechy charakterystyczne narodowego socjalizmu:	
- opieranie światopoglądu na pseudonaukowej rasowości[118][121]
- uznawanie za najwyższy ideał „człowieka czystego rasowo”[122][121]
- oparcie ustroju narodowego na zasadzie przywództwa[123][121]
- uznanie jedności idei i wodza[124][121]

Podobieństwa między narodowym radykalizmem a faszyzmem dostrzegali niektórzy działacze endeccy. Jan Rembieliński pisał: „O.N.R. zaczął zgoła po faszystowsku: młodzież w jasnych koszulach, podnoszenie rąk na powitanie”. Jerzy Drobnik przekonywał, że Mosdorf i Rossman poprosili go o dostarczenie nazistowskich pism politycznych. Poza tym zarzucił narodowym radykałom zbytnie inspirowanie się zagranicznymi wzorcami: „Tragedją O.N.R. było […], że grupa ta nie
zrozumiała istoty przemian w Polsce i nie zdołała wytworzyć własnej […] koncepcji politycznej, przejmując ją od obozu macierzystego i tylko aktywizując […] według wzorów hitlerowskich, powierzchownie przejętych, które nie mogą znaleźć zastosowania w warunkach polskich”. Jędrzej Giertych w latach 70. ukazywał ONR jako „polskich faszystów”. Natomiast Adam Wielomski przyznaje, że badacze lewicowo-liberalni utożsamiają narodowy radykalizm z faszyzmem, jednak jego zdaniem ten pogląd jest „zupełnie błędny”.
Stosunek narodowych radykałów do włoskiego faszyzmu i niemieckiego nazizmu był złożony – dostrzegano zarówno zbieżności, jak różnice. Do cech wspólnych zaliczano: podporządkowanie praw jednostki prawom ogółu (narodu), odrzucenie materializmu, hierarchizm. W faszyzmie włoskim krytykowano „statolatrię” tj. uznanie państwa za wartość najwyższą i stawianie go ponad narodem, w nazizmie – biologiczny rasizm i domniemany antykatolicyzm; oba ruchy uważano za nacjonalizmy „pogańskie”. Jan Mosdorf pisał: „Nie jesteśmy faszystami, ani hitlerowcami, przede wszystkim dlatego, że jesteśmy ruchem czysto polskim, nie potrzebujemy obcych wzorów. Nie uważamy się za faszystów ani za hitlerowców również dlatego, że oba te ruchy mają wiele wad, a nawet grzechów, którymi obarczać się nie chcemy. (…) Nie są to wzory, które chcielibyśmy naśladować”. W czasie wojny zdarzały się przypadki działaczy NR, którzy występowali przeciwko rasistowskim działaniom hitlerowców. Znany jest przypadek Jana Mosdorfa, który będąc uwięzionym w obozie koncentracyjnym Auschwitz pomagał Żydom, za co prawdopodobnie został zabity w zbiorowej egzekucji. 
Innego niż Mosdorf zdania był Kazimierz Hałaburda z RNR Falangi, pisał: „Czemu monopol na używanie nazwy demokracja ma mieć akurat Blum czy Lloyd George, a nie na przykład Mussolini czy Hitler?”. Zdzisław Obrzud w „Kuźnicy” pisał: „Nie dobrze jednak wcale, że nie dostrzegamy także i odwrotnej strony medalu, nie doceniamy pewnych rzetelnych zdobyczy narodowego socjalizmu, nie zauważamy, co u naszych odwiecznych wrogów jest piękne i rozumne”. Adolf Reutt z Falangi postawił narodowy radykalizm w jednym szeregu z ideologiami totalitarnymi: „Narodowy radykalizm stał się jednym z wielkich ruchów społecznych, jak faszyzm czy hitleryzm, które przekształcają oblicze świata”.
W przedwojennej Falandze istniało zresztą skrzydło pronazistowskie. Jego działacz Wojciech Kwasieborski tak pisał o III Rzeszy: „Narodowo-socjalistyczne Niemcy przyczyniły się w wielkiej mierze do podważenia międzynarodowej pozycji tych sił, które naszą cywilizację rozkładały i niszczyły. Cios wymierzony przez hitleryzm żydostwu oraz jego narzędziom: masonerii i marksizmowi, posiada ogromną wartość nie tylko polityczną, ale cywilizacyjną w ogóle”. Olgierd Szpakowski i Stanisław Cimoszyński byli przed wojną zwolennikami budowy sojuszu z III Rzeszą. Na łamach „Falangi” dostrzegano rzekomo pozytywne aspekty ideologii w tym państwie: „Jest rzeczą niewątpliwą, że narodowy socjalizm odrodził Niemcy, że uzdrowił ich życie społeczne, gospodarcze i polityczne”. Alfred Łaszowski, będący publicystą „Falangi”, bronił działań III Rzeszy, w tym palenia książek przez hitlerowców (sam chciał palić w Polsce książki Tadeusza Boy-Żeleńskiego, Ireny Krzywickiej i pisarzy żydowskich). Obok faszystowskich Włoch stawiał to państwo jako wzór. Łaszkowski został wymieniony jako agent gestapo w aktach Alfreda Spilkera – szefa hitlerowskiego wywiadu odpowiedzialnego za rozbicie licznych struktur AK w Warszawie. W czasie wojny współpracy z Niemcami podjęła się Narodowa Organizacja Radykalna.
Michał Marusieński w „Jutrze” przedstawił następujący pogląd: „Hitler swą pracą śmiałą i konsekwentną wyrwał je [Niemcy] z chaosu […] i pchnął ku lepszej przyszłości. Tyle wiary, oddania się i entuzjazmu w swym narodzie nie wzbudził żaden z […] ludzi doby obecne”. Przy okazji wizyty w Polsce Josepha Goebbelsa w gazecie „Sztafeta” pisano: „Ruch hitlerowski porywa swą świeżością i entuzjazmem, swym wysokim natężeniem ideowym, swą bezwzględną walką z Żydami, swymi zdobyczami dla świata pracy”.
Jan Korolec z ONR ABC pisał o tym, że on i jego organizacja początkowo czerpali z faszyzmu i nazizmu. Przyznawał: „Pod wpływem niemieckim i włoskim doszliśmy do koncepcji hierarchicznej organizacji, obejmującej cały naród uświadomiony i podlegający mechanicznym poleceniom władz. Nie braliśmy dostatecznie pod uwagę faktu, że naród nie jest mechanizmem, a społeczeństwo nie da się skoszarować”. Z czasem jednak odciął się od pomysłów tworzenia aż tak radykalnego systemu.
O działalności narodowych radykałów wypowiadano się pozytywnie na łamach hitlerowskiej prasy, dostrzegając ich narodowo-socjalistyczne i faszystowskie inspiracje.
W 2021 r. Sąd Najwyższy odrzucił skargę kasacyjną członków współczesnego ONR do wyroku Sądu Okręgowego w Elblągu z 21 marca 2019 dotyczącą nazwania w 2017 ONR organizacją faszystowską przez Roberta Kolińskiego, członka Partii Razem. Podczas ogłoszenia wyroku sędzia powiedział do działacza ONR m.in., że Pańska organizacja niestety sama na siebie ukręciła ten bicz. Nawiązujecie do organizacji przedwojennej, która była jawnie organizacją faszystowską, stosujecie te same symbole i nazwy. Nie mówię przez to, że jesteście faszystami albo nazistami. Ja tylko mówię, że oskarżony miał prawo tak uważać na podstawie tego, co wy sami o sobie piszecie, jak się zachowujecie na własnych demonstracjach, jakie głosicie hasła, jak się nosicie, do jakich symboli się odwołujecie. Tego nie można zinterpretować inaczej, jest to jednoznaczne.

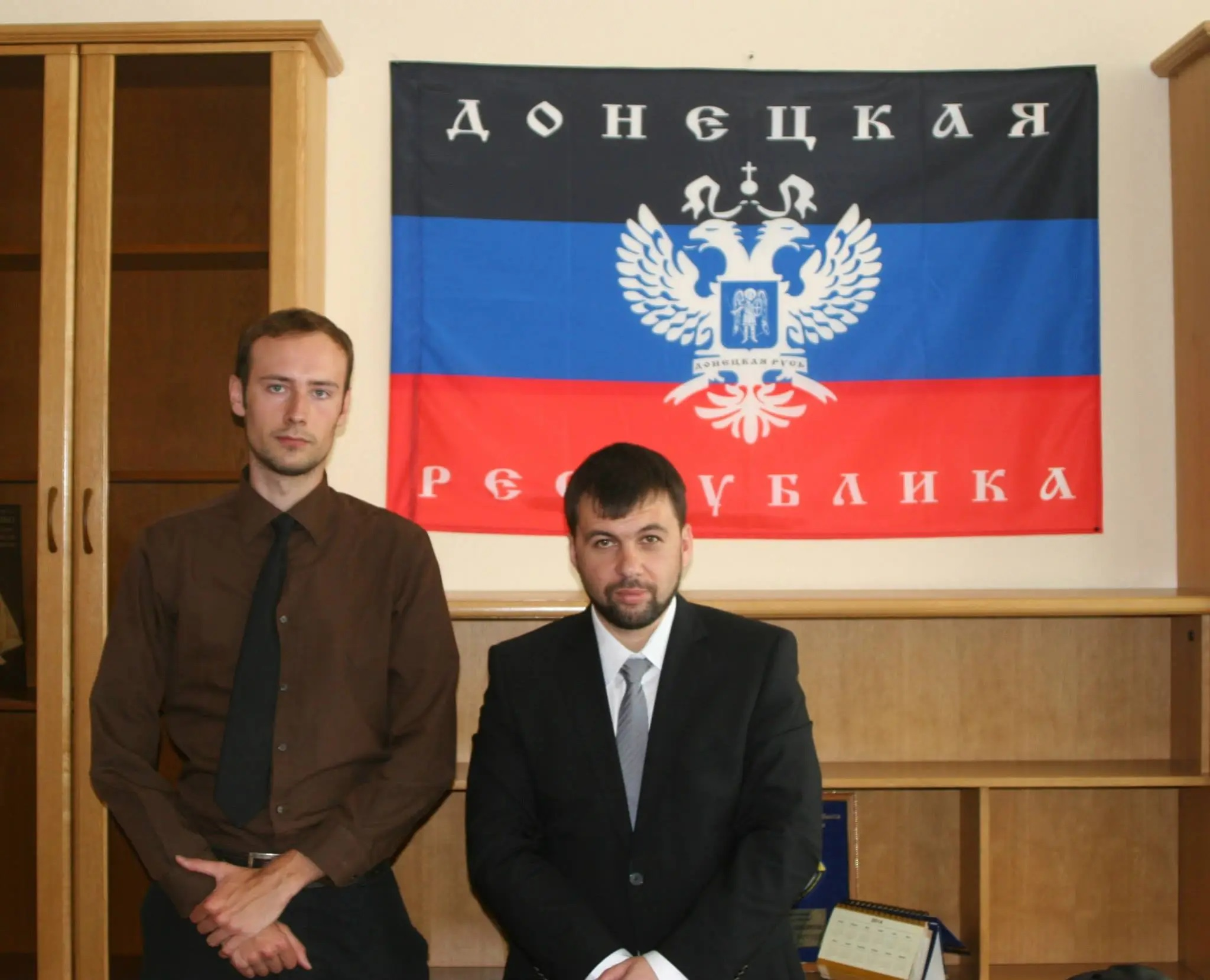
Bartosz Bekier z Falangi i Dienis Puszylin z ówczesnej tzw. Donieckiej Republiki Ludowej

Współcześnie o neofaszyzm oskarżane są następujące grupy narodowych radykałów: Obóz Narodowo-Radykalny, Narodowe Odrodzenie Polski, Falanga, Rodacy Kamraci. Dodatkowo Falandze zarzuca się też narodowy bolszewizm i eurazjatyzm. Z zarzutami wyznawania neofaszyzmu mierzyli się również już nieistniejący Szturmowcy.
Przedwojenny narodowy radykalizm był radykalny pod względem społecznym (reprezentował tzw. socjalradykalizm) i szedł w parze z antykapitalizmem. Obóz Narodowo-Radykalny prezentował się jako „obóz polskiego świata pracy” i obrońcę pracowników. Niechęć do kapitalizmu nie wiązała się z szukaniem porozumienia ze środowiskami lewicowymi. Dochodziło za to do przejść z lewej strony – do nacjonalistów dołączali zarówno byli socjaliści, jak i komuniści. Socjalistyczny lub lewicujący rodowód mieli m.in. Alfred Łaszowski i Włodzimierz Pietrzak z Falangi oraz Józef Bakon i Stanisław Bill z ONR. Prasa narodowo-radykalna publikowała niekiedy teksty pochlebne wobec socjalistów i komunistów. Środowisko związane z ONR ABC proklamowało „ideologię syntezy”, wedle której nowoczesne ruchy nacjonalistyczne przekraczały podział między prawicę a lewicę. Na łamach pisma ONR ABC „Jutro” Stefan Bławdziewicz napisał: „nas nie można uważać ani za »prawicowców«, ani za »lewicowców«”.

## Organizacje narodowo-radykalne

### Przedwojenne organizacje
- Stronnictwo Wielkiej Polski
- Obóz Narodowo-Radykalny
- Związek Ruchu Narodowego
- Ruch Narodowo-Radykalny Falanga
  - Narodowa Organizacja Bojowa „Życie i Śmierć dla Narodu”
  - Narodowa Organizacja Pracy
- Obóz Narodowo-Radykalny ABC

### Narodowo-radykalne organizacje kolaborujące z Niemcami w czasie II wojny światowej

#### Kolaboracja ideologiczna
- Narodowa Organizacja Radykalna
  - Gospodarczo Organizujmy Jedność
  - Atak

#### Kolaboracja wojskowa
- Brygada Świętokrzyska – oddział zbrojny tej części Narodowych Sił Zbrojnych, która nie podporządkowała się rozkazowi scalenia z Armią Krajową (Narodowe Siły Zbrojne-Związek Jaszczurczy), działający w okresie 1944-1945[154][155].

### Narodowo-radykalne organizacje podziemia polskiego czasie II wojny światowej
- Grupa Szańca
  - Organizacja Wojskowa Związek Jaszczurczy/Narodowe Siły Zbrojne-Związek Jaszczurczy
- Konfederacja Narodu
  - Konfederacja Zbrojna
  - Uderzeniowe Bataliony Kadrowe

### Współczesne organizacje
- Narodowe Odrodzenie Polski
- Obóz Narodowo-Radykalny (III Rzeczpospolita)
- Falanga (organizacja)
- Rodacy Kamraci